# Ruud Brood
Ruud Brood (Gorinchem, 19 oktober 1962) is een Nederlandse voetbaltrainer en oud-voetballer die als middenvelder speelde.

## Spelerscarrière
Brood begon bij de club uit zijn geboortewijk in Gorinchem SVW en stapte na één jaar over naar plaatsgenoot GVV Unitas. Op zijn elfde kwam hij bij Feyenoord. Als voetballer kwam Brood uit voor Feyenoord (1983-1985), RBC (1985-1987), FC Den Bosch (1987-1989), Willem II (1989-1990) en NAC (1990-1998).
Linkermiddenvelder Brood kwam in 1988 voor op een lijst van veertig voetballers die door de toenmalige bondscoach Rinus Michels aan de UEFA werden opgegeven voor het Europees kampioenschap van 1988. Bij het bekendmaken van de definitieve selectie viel Brood echter af. Arnold Mühren, Erwin Koeman en Hendrie Krüzen kregen de voorkeur. Laatstgenoemde was later zijn assistent tijdens zijn periode bij Heracles Almelo.

## Trainerscarrière
Brood was actief als trainer van het tweede elftal, assistent-trainer bij het eerste team en hoofd opleidingen bij NAC (1997-2004). Hij debuteerde als hoofdtrainer bij Helmond Sport (2004/05) en was daarna tot december 2007 trainer bij Heracles Almelo.
Op 21 mei 2008 werd bekendgemaakt dat Brood trainer werd van RKC Waalwijk. Hij promoveerde met RKC door middel van de play-offs na twee jaar van afwezigheid weer naar de Eredivisie. Na één jaar Eredivisie degradeerde RKC Waalwijk weer naar de Eerste divisie.
Brood bleef aan als trainer en wist RKC Waalwijk binnen één seizoen terug te brengen naar de Eredivisie. Op 6 mei 2011 was rechtstreekse promotie een feit, toen de ploeg met 1-2 won van Fortuna Sittard.
Op 20 maart 2012 werd bekend dat Brood vanaf het seizoen 2012/13 de nieuwe trainer werd van Roda JC. Brood volgde hier Harm van Veldhoven op, die na het seizoen 2011/12 bij Roda JC vertrok. Op zondag 15 december 2013 werd Brood wegens tegenvallende resultaten ontslagen. Dat gebeurde daags na een 4-3 nederlaag tegen N.E.C. Brood was de derde trainer in de Eredivisie die in het seizoen 2013/14 voortijdig moest vertrekken.
Op 3 juni 2014 werd hij gepresenteerd als nieuwe trainer van het naar de Eerste divisie gedegradeerde N.E.C., als opvolger van Anton Janssen. Hij tekende in juni 2014 een eenjarig contract met een optie op nog een seizoen. Op 6 maart 2015 werd hij verkozen tot beste trainer van de Eerste divisie van de derde periode. Op 3 april 2015 haalde hij met N.E.C. het kampioenschap in de Eerste divisie definitief binnen door middel van een 1-0-overwinning op Sparta. Op 27 mei liet Brood zijn contract ontbinden.
Een week later tekende een contract als assistent-trainer bij toenmalig landskampioen PSV, waar hij onder Philip Cocu kwam te werken als vervanger van Ernest Faber, die trainer werd van N.E.C.. Drie seizoenen functioneerde Brood naast Chris van der Weerden als rechterhand van Cocu. In de zomer van 2018 verlengde Brood aanvankelijk zijn contract in Eindhoven. Na het vertrek van Cocu en Van der Weerden naar Fenerbahçe SK, werd Mark van Bommel aangesteld als hoofdtrainer. De club besloot diens wens om de technische staf geheel opnieuw in te delen in te willigen. Hierop werden Reinier Robbemond en Jurgen Dirkx aangesteld als assistent-trainer en eindigde de rol van Brood bij het eerste elftal van PSV. Op 22 maart 2019 werd Brood aangesteld als nieuwe hoofdtrainer van NAC Breda. In de zomer degradeerde NAC naar de Eerste divisie, Brood verlengde zijn contract tot 2021. Echter, op 31 december 2019 werd hij bij NAC ontslagen, wegens de tegenvallende resultaten na de winst van de eerste periode. Op 9 november 2020 werd bekend dat Brood trainer werd bij ADO Den Haag. Hij degradeerde en kon niet de boel op scherp krijgen in het seizoen 2020-2021. Hij werd op 28 februari 2022, ondanks goede resultaten in het seizoen 2021-2022, ontslagen, nadat de club, die sinds half 2014 in Chinese handen was, in Amerikaanse handen kwam. Op 22 juni 2023 stelde TOP Oss Brood aan als nieuwe trainer waar hij een contract tekende voor één seizoen. In 2025 volgt Ruud Brood  , Edwin Grunholz op bij Kozakken Boys in Werkendam 
Begin 2025 werd hij hoofd jeugdopleiding bij GVV Unitas waar hij medio 2025 hoofdtrainer wordt.

## Erelijst
Als trainer
| Competitie           |              |                  |              |              |
| Competitie           | Aantal       | Jaren            |              |              |
| RKC Waalwijk         | RKC Waalwijk | RKC Waalwijk     | RKC Waalwijk | RKC Waalwijk |
| -------------------- | ------------ | ---------------- | ------------ | ------------ |
| Eerste Divisie       | 1x           | 2010/11          |              |              |
| N.E.C.               |              |                  |              |              |
| Eerste Divisie       | 1x           | 2014/15          |              |              |
| PSV                  |              |                  |              |              |
| Eredivisie           | 2x           | 2015/16, 2017/18 |              |              |
| Johan Cruijff Schaal | 2x           | 2015, 2016       |              |              |